# Hollywood Music Festival
 (juillet 2025).
Le festival de musique Hollywood a eu lieu à Leycett dans une zone appelée Hollywood sur l'élevage de porcs de Ted Askey  à Finney Green, entre Madeley Heath et Leycett, près de Newcastle-under-Lyme, Staffordshire en l'Angleterre, le 23 et 24 mai 1970. Il a été marqué par la première représentation de la Grateful Dead au Royaume-Uni et aussi pour la performance triomphale de la bande Mungo Jerry (de  « In the Summertime » la gloire) et en vedette ces groupes remarquables comme Free, Ginger Baker's Air Force, Colosseum, Family, Black Sabbath et Traffic. La société chargée de la fête était Onista Ltd (qui ont rapidement fait faillite ne pas payer le personnel du festival) Onista était un rejeton de Eliot Cohen de Red Bus Company, avec Ellis Elias et Elliot Cohen comme les promoteurs.
Ce fut le premier des grands festivals qui s'est tenue à l'été 1970 et une partie de la fête devait avoir été filmé par la BBC, mais les équipes ont été dans l'incapacité de tournage, probablement en raison de LSD accidentelle de dosage par des personnes inconnues. Andrew Burgoyne de Burgoyne Film and Audio Services également filmé et enregistré audio d'une partie du festival et a été répandu pour être mise un montage final de l'ensemble il y a quelques années. Les équipes de tournage peut être vu sur 8 mm de bandes vidéos prises par les fans du festival à plusieurs reprises, notamment lors de Quintessence et les performances de la Grateful Dead. Un coffret DVD et CD a été publié en 2010, avec des archives de l'ensemble Grateful Dead, et un seul numéro de chaque Free, Family, Screaming Lord Sutch, Family et Radha Krishna Temple avec un beau livret biographique de l'événement.
Rumeurs les plus folles ont circulé dans les journaux musicaux sur le supergroupe qui Lord Sutch était censé être jouerait, Eric Clapton, John Lennon, et d'autres devaient se joindre à un bourrage super, mais aucun de ces luminaires est apparu, n'a pas non plus prévu des actes tels que l'James Gang et les Flying Burrito Brothers, laissant peu de groupes de l'étranger. Ancien Tyrannosaurus Rex percussionniste Steve Peregrin Took a été facturé à ses débuts son Shagrat nouveau groupe (avec Larry Wallis à la guitare) au festival, mais cela aussi a échoué. Shagrat finirait par jouer leur premier - et le seul - concert au festival Phun City  que juillet,.
Bien que le festival a généralement eu tendance à être éclipsé par les grandes fêtes, les plus connus de 1970 comme le festival de l'île de Wight 1970 et le Bath Festival of Blues and Progressive Music 1970, il mérite d'être connu pour son excellente organisation et l'absence de tracas qu'ainsi que d'une grande quantité de musique mémorable. Traffic, José Feliciano et Air Force plus que compensé pour les spectacles no-et, dans l'ensemble, environ 40 000 allé à Leycett d'entendre de la grande musique par certains des meilleurs de l'époque au Royaume-Uni et les groupes américains.
Travers de la route du site du festival est une ferme appelée Highway Farm, où les bandes ont attendu jusqu'à ce qu'ils devaient. Free étaient parmi ces bandes. En décembre de 1970, Free sortit un album appelé Highway (« l'autoroute »), la chanson titre de laquelle Highway Song (« chant de l'autoroute ») est d'être sur une ferme et l'exécution des tâches et d'être impliqué avec la fille du fermier.